# Jardin Léon-Zyguel
Le jardin Léon-Zyguel est un espace vert du 20e arrondissement de Paris, en France.

## Situation et accès
Le jardin est accessible par le 77, rue Pixérécourt.
Il est desservi par la ligne 11 à la station Télégraphe.

## Origine du nom
Il porte le nom de Léon Zyguel (1927-2015), rescapé des camps de concentration d'Auschwitz et de Buchenwald,.

## Historique
Le jardin a été aménagé à l'emplacement d'un hangar démoli en 2012 (côté rue Pixérécourt) et d'un jardin à l'état de friche, au fond d'une parcelle de la rue du Soleil. Les deux espaces réunis totalisent 1 135 m2.
Le demi-puits ancien de la parcelle voisine a été restauré et retourné pour être placé dans le nouvel espace vert : surmonté d'un robinet, il a été transformé en fontaine d'eau potable.
Le jardin est inauguré le 29 mai 2017. 